# Désiré Tagro
Désiré Asségnini Tagro (27 de janeiro de 1959 no Departamento de Issia - 12 de abril de 2011) foi um político costa-marfinense que serviu como Ministro do Interior e chefe de gabinete do presidente da Costa do Marfim, Laurent Gbagbo, durante a crise costa-marfinense de 2010-2011. Tagro era um importante aliado de Gbagbo.
Em Junho de 2010, Mamadou Koulibaly, Presidente da Assembleia Nacional da Costa do Marfim, acusou Désiré Tagro, Ministro do Interior, de desfalque e mostrar favoritismo regional no que diz respeito à admissão numa escola de formação policial. O Presidente Laurent Gbagbo ordenou uma investigação sobre as alegações; em Julho de 2010, a investigação considerou que as acusações não tinham mérito, e Tagro, que continuou a desfrutar do favor de Gbagbo, acabou por sair incólume da denúncia.
Durante a Segunda Guerra Civil da Costa do Marfim, o Departamento do Tesouro dos Estados Unidos proibiu empresas e indivíduos norte-americanos de fazer negócios comerciais ou financeiros com Désiré Tagro, bem como Laurent Gbagbo, o ministro das Relações Exteriores de Gbagbo, Alcide Djédjé, e o chefe da Frente Popular Marfinense, Pascal Affi N'Guessan.
Tagro e Laurent Gbagbo foram detidos em 11 de Abril de 2011 na casa de Gbagbo em Abidjan pelas forças republicanas leais ao presidente Alassane Ouattara. Tagro sofreu um tiro no rosto durante a prisão, embora as circunstâncias permaneçam obscuras. Alguns partidários de Gbagbo alegaram que Tagro foi baleado pelas forças republicanas enquanto estava sob custódia no Golf Hotel. Tagro foi levado para um hospital em Abidjan pelas forças de paz da ONU, onde morreu em 12 de abril de 2011, aos 52 anos. O Subsecretário Geral das Nações Unidas para Operações de Manutenção da Paz, Alain Le Roy, disse que a morte de Tagro "deve ser deplorada".